# ديونيسيوس (بابا الإسكندرية)
ديونيسيوس (248 ـ 265) هو بابا الإسكندرية وبطريرك الكرازة المرقسية الرابع عشر.
يعتبر ديونيسيوس «أحد أعظم شخصيات التاريخ الكنسي»، لقبه القديس أثناسيوس «معلم الكنيسة الجامعة» كما دُعي «ديونيسيوس الكبير» بسبب ما عاناه من ضيقات محتملاً ذلك في شجاعة وثبات، ولغيرته على الكنيسة. كان فيلسوفًا وثنيًا. اشترى من عجوز كراسة من رسائل بولس، وطلب غيرها فأرشدته للكنيسة فآمن. تتلمذ على يد أوريجانوس ومدير الإكليريكية. تحـمل اضطـهادات كثـيرة وسجن، ونفي، ثم عاد للكرسي. رد على بدع كثيرة.

## ديكيوس
فيما بين سنتيّ 249 و251م، أثار الإمبراطور ديكيوس الاضطهاد ضد المسيحيين فألقوا القبض على أوريجانوس وعذبوه عذابًا شديدًا فوضعوا طوق حديدي في يده وربطت قدماه في المقطرة، وضربوه واحتمل الآلام في شجاعة منقطعة النظير ثم أطلق سراحه بعد ذلك. وفي عام 254م مات متأثراً بآلامه وجراحاته وكان قد بلغ من العمر التاسعة والستين، وقد أرسل له البابا ديونسيوس البطريرك الرابع عشر رسالة عن الاستشهاد يشجعه فيها على احتمال المشقات وأظهر تعاطفه معه.